# Învățător

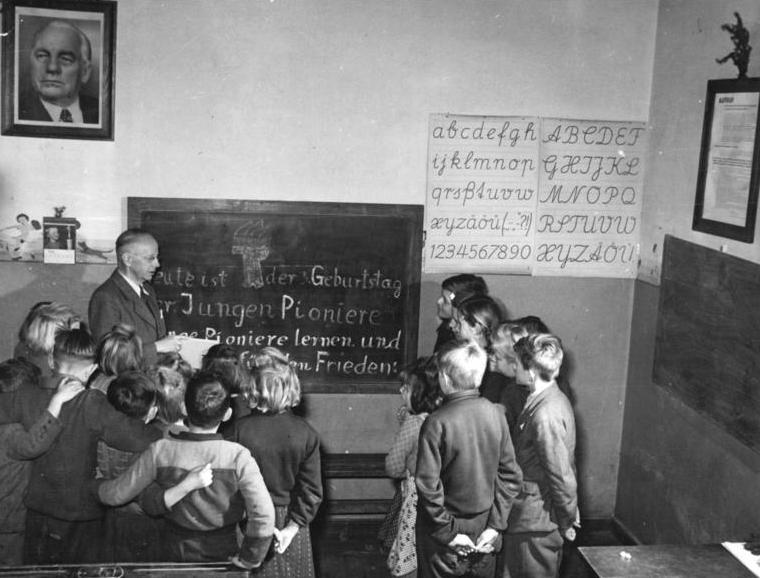
Învățător la o școală rurală din RDG în anul 1951

Învățătoare și elevi la o școală primară din SUA

Un învățător (feminin: învățătoare) este o persoană care predă cunoștințe și face educația civică a copiilor în primele clase de școală.  

## Standardizare internațională
La nivel internațional a fost adoptată Clasificarea Internațională Standard a Ocupațiilor – ISCO 08, la care a aderat și România, în baza Hotărârii Guvernului nr. 575 bis/1992 cu privire la realizarea unor nomenclatoare unitare de interes general prevăzute în concepția generală a informatizării în România, materializate prin Ordinul Comun nr. 1.832/856/2011 din 6 iulie 2011 privind aprobarea Clasificării ocupațiilor din România. Conform acestei clasificări, ocupația de învățător are codul 234102, fiind încadrată în grupa 2341 Profesori în învățământul primar.